# Karabinek M6 Scout
M6 Scout (Springfield Armory M6 Scout) – amerykańska wielofunkcyjna broń palna, łącząca w sobie elementy karabinu oraz strzelby. Broń produkowana była z przerwami od wczesnych lat 70. Ostatnie modele produkowane były przez czeskie zakłady Česká zbrojovka i sprzedawane były przez firmę Springfield Armory. Karabin używany jest przez Siły Powietrzne Stanów Zjednoczonych. W marcu 2008 ostatecznie wstrzymano produkcję tego modelu.
Prekursorem tego modelu był M6 Aircrew Survival Weapon, używany przez Siły Powietrzne USA w latach 50 lecz ten różnił się krótszą o 4 cale lufą od wersji cywilnej. Posiada dwie lufy: górna kalibru .22 Long Rifle (LR) lub mniej popularny .22 Hornet (karabin) druga zaś, kalibru .410 (strzelba).

## Warianty
- Scout M6
- Karabin M6
- Pistolet M6